# Casinycteris campomaanensis
Casinycteris campomaanensis är en fladdermus i familjen flyghundar som förekommer i Afrika. Arten skiljer sig i sina genetiska egenskaper från Casinycteris argynnis som är flyghundens närmaste släkting. Uppdelningen i två arter skedde för uppskattningsvis 1,6 miljoner år sedan.

## Utseende
Med i genomsnitt 73 mm långa underarmar, en vikt av cirka 49 g och ungefär 22 mm stora öron är arten större än Casinycteris argynnis. Den har en vit punkt ovanför varje öga, en vit fläck nedanför varje öra och en vit strimma på kinden. Ansiktets nakna delar har en brungrön färg förutom näsborrarna som är rödbruna. Den ulliga pälsen på ryggen har en rödbrun färg och undersidans päls är ljusare brun. Arten har brun flyghud och gulaktiga fingrar.

## Utbredning och ekologi
Exemplar har registrerats i Nigeria, Kamerun och Kongo-Brazzaville. De lever i låglandet samt i kulliga regioner och vistas i fuktiga skogar. Födan utgörs antagligen av frukter.

## Hot
Information saknas om populationens storlek och möjliga hot. IUCN listar arten med kunskapsbrist (DD).